# Takao Kato
Takao Kato ( 誉夫加戸 Takao Kato ? ) ( 1963 ) es un director de cine y la animación japonesa (anime). Dirigió los animes To Love Ru, Pandora Hearts y Rio Rainbow Gate!. También tiene el honor de haber sido uno de los creadores de los escape room, o al menos de como los conocemos a día de hoy. El japonés desarrolló eventos compuestos de desafíos mentales basándose en los juegos de escape en línea. 

## Carrera
Se graduó en Universidad de Osaka de las Artes de la Facultad de Artes. Sincronización de Shinichiro Kimura y que. Además, la escuela secundaria los estudiantes montículo hay un tiempo fue miembro, se estableció en el "hálito de ese Brotha", en la sincronización de Katsuhiko Chiba, esquina Katsuyuki pantano y, Yamatoya Akatsuki tienen (y lo son también los dos trabajos). Actualmente trabaja en Xebec como director de anime.

## Trabajos

### Anime
- Machine Robo: Battle Hackers (1987, guiones gráficos)
- Sonic Soldier Borgman (1988, dirigida por Conte foto)
- Shurato Sora Senki (años 1989 -1990, Director)
- Tondekeman Troubled Times! (1989, guion y dirigió)
- Aidoru Tenshi Yōkoso Yōko (años 1990 -1991, la dirección de Conte foto)
- Magical Princess Minky Momo (Segunda película) (años 1991 -1992, la dirección de Conte foto)
- Ashita he Free Kick (1992, dirigida por Conte foto)
- Yaiba: La legendaria espada de Isamu (1993, dirigida por Conte foto)
- Blue Seed (años 1994 -1995, Conte y asistente del director)
- Macross 7 (1995, director)
- Kyouryuu Boukenki Jura Torippā (1995, guiones gráficos)
- Sorcerer Hunter Explosión (1995 y 1996 años, la dirección de Conte foto)
- Nadesico (1996, guiones gráficos)
- Bakusō Kyōdai Let's & Go!! WGP (1997, director)
- Bakusō Kyōdai Let's & Go!! MAX (1998, director)
- Cyber Team in Akihabara (1998, dirigida por Conte foto)
- Sonic Soldier Borgman (1998, dirigida por Conte foto)
- Nankai Kio Neoranga (1998, guiones gráficos)
- Steam Detectives TV ANIMATION SERIES (1998, guiones gráficos)
- Super Speed Spinner (años 1998 -1999, director de la dirección de Conte, hora del Este)
- Zoids: Chaotic Century(años 1999 -2000, director)
- Zoids: New Century Zero (2001, director)
- MegaMan NT Warrior (años 2002 -2003, director , escritor, guiones gráficos)
- MegaMan EXE Axess (2003-2004, director de guiones gráficos)
- D.I.C.E. (2004, guion y storyboards)
- Rockman EXE Stream (2004 a 2005, director , escritor, guiones gráficos)
- Rockman EXE Beast (2005-2006, director de guiones gráficos)
- Rockman EXE beast+ (2006, director , escritor, guiones gráficos)
- Ryuusei no Rockman (2006, director de guiones gráficos)
- Ryuusei no Rockman Tribe (2007-2008, director de guiones gráficos)
- Buso Renkin(2006-2007, director de guiones gráficos)
- Over Drive (2007, director)
- To Love Ru (2008, director de guiones gráficos)
- PandoraHearts (2009, director de guiones gráficos)
- Keshikasu-kun (2010, director)
- Gokujō!! Mecha Mote Iinchō(año 2010, OP / ED Director)
- Río RainbowGate! (2011, dirigida por la dirección de Conte, hora del Este)
- Hen Zemi (2011, director)
- Happy Kappy (2011, guiones gráficos)
- Bakugan TECH! (2012, director)
- Upotte!! (2012, director y guion)
- Kuroko no Basket (2012, director)
- Keijo!!! (2016, guion gráfico)

### OVA
- Ai City (1986, director adjunto)
- Reina la leyenda Ken Wolf (1988, director)
- Gade ~ Yurin (1989, director ) ※ Toyo Ashida y co-
- NG Knight Lamune & 40 (1991, director)
- RG Veda (1991 -1992 años, la dirección de Conte foto)
- Ushio to Tora (años 1992 -1993, la dirección de fotografía Conte)
- Idol Defense Force Hummingbird (años 1993 -1995, los gráficos originales de ordenador)
- Las aventuras de Gigi (Momo en la estación de la partida de Minky) (en 1994, asistente del director)
- Compiler Capítulo del yan (Sol) (1994, director )
- Ogre Slayer (años 1994 -1995, director de la dirección de Conte, hora del Este)
- BLUE SEED2 (1996, guion asistente del director)
- Sorcerer Hunter original de explosión (años 1996 -1997, director )
- To Love Ru (OVA) (años 2009 -2010, director de la dirección de Conte, hora del Este)
- Hen Zemi (años ? - ?, director )

### Cine
- Guyver (1986, director)
- Rockman EXE del patrimonio de la luz y la oscuridad (2005, director de guiones gráficos)
- Gekijō-ban mejā mejā yūjō no ichi-kyū (2008, director)